# 平沼 (横浜市)
平沼（ひらぬま）は、神奈川県横浜市西区にある地区で、ほぼ帷子川とその派流・石崎川にはさまれた地域に当たる。この地域を開発した江戸時代の豪商、平沼家の名に因む。横浜駅の南側で、相模鉄道の平沼橋駅および西横浜駅がある。現行行政地名は平沼一丁目および平沼二丁目で、主として商店街・住宅地になっている。住居表示は実施済み区域。

## 歴史

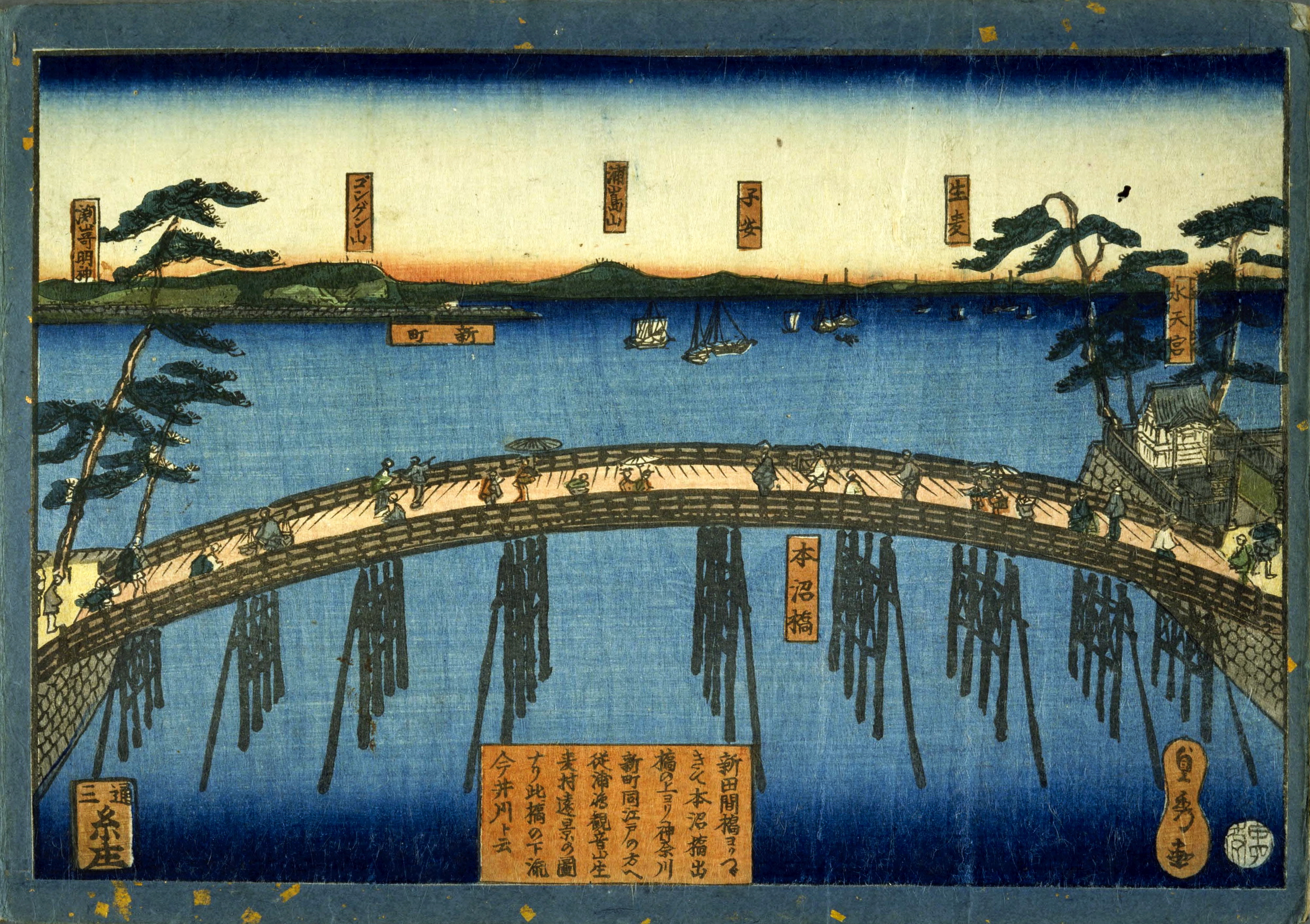
江戸時代の本沼橋（現：元平沼橋）付近。右端は移転前の水天宮平沼神社。（歌川貞秀「横浜名所一覧」より、1860年頃）

この周辺は古くは袖ヶ浦と呼ばれた入江が、現：保土ケ谷区東端部まで湾入していた。この入江は景勝地として知られたが、帷子川河口に位置していたため土砂が堆積し、遠浅の海となっていた。このため、18世紀初頭に湾奥部から埋め立てと新田開発が始まった。19世紀の天保年間になると、程ヶ谷宿の豪商であった平沼家と岡野家が大規模な埋め立てを行い（5代目平沼九兵衛が1839年開始）、それぞれ平沼新田とその北隣の岡野新田（現：西区岡野）を造成した。これにより平沼橋駅付近までが陸地になり、さらに幕末には横浜開港に伴い、当時の海岸沿い（現：新横浜通り西側）に「横浜道」が設けられ、東海道と横浜港が結ばれた。

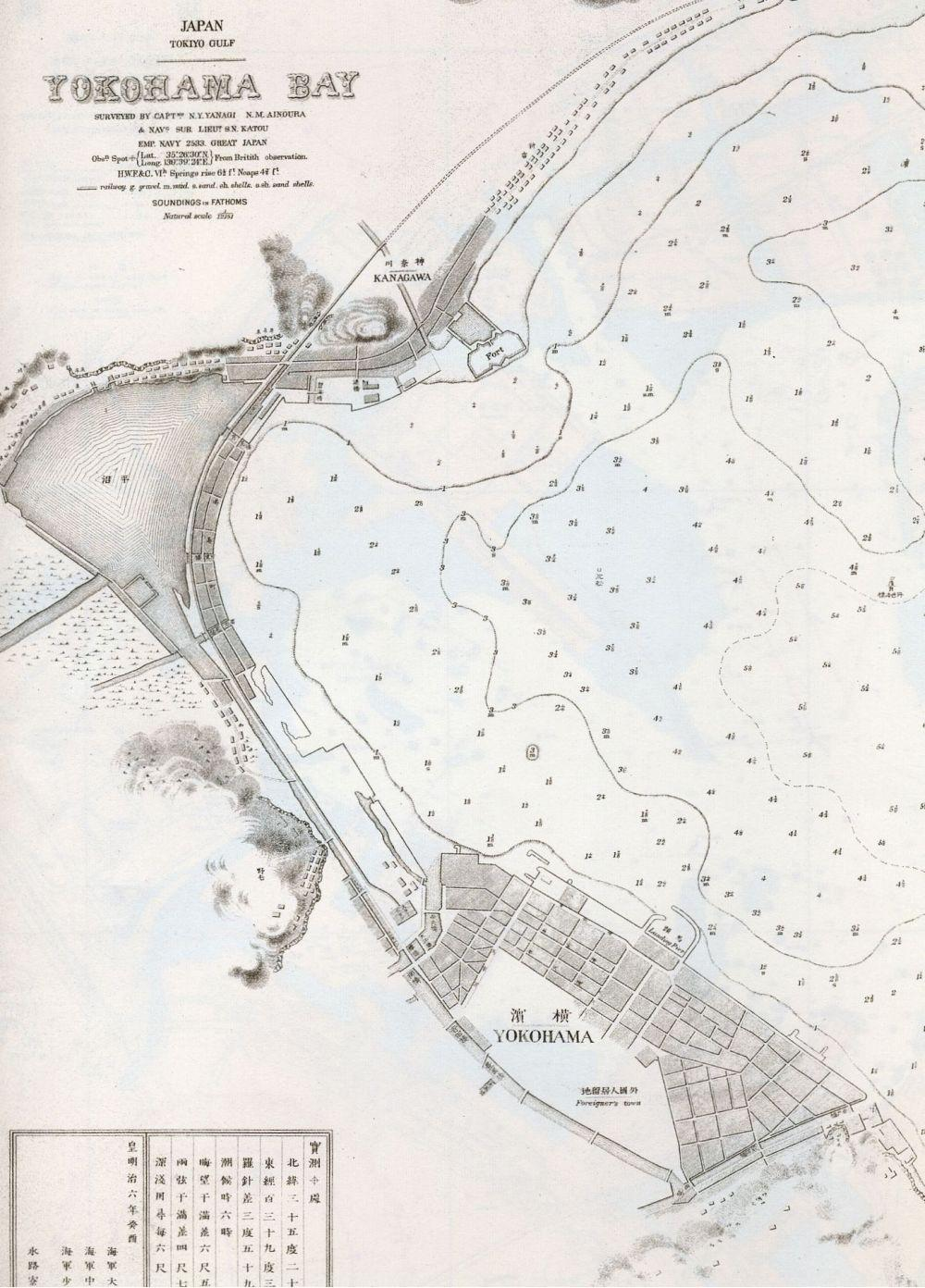
1874年の海図。沼に「平沼」の表示がある。

明治に入ると高島嘉右衛門によって袖ヶ浦の入口（現：横浜駅付近、高島）が鉄道建設のために埋め立てられた。残りの水域は沼となり、これも通称「平沼」と呼ばれた。その内で平沼新田の地先（現：平沼一丁目東部）もまもなく平沼家によって埋め立てられ、さらに平沼新田には東海道本線が敷設された（一時は「平沼駅」も置かれた）。
「平沼」の残り（現：北幸、南幸、鶴屋町）も大正年間に埋め立てが完了した。昭和に入ると住宅地・商店街となった。

### 行政区画
- 平沼新田は武蔵国久良岐郡の、岡野新田は橘樹郡のそれぞれ新田村であった。
- 1873年（明治6年）- 平沼新田のうち、横浜道沿いの町屋が形成されていた箇所に平沼町が起立する。大区小区制により神奈川県第1大区3小区に属した。
- 1878年（明治11年）- 郡区町村編制法により以前の新田村が復活し、久良岐郡平沼新田、橘樹郡岡野新田に戻るが、平沼町は横浜区に編入された。（久良岐郡より独立）
- 1889年（明治22年）4月1日 - 市制町村制が施行され、平沼新田は久良岐郡戸太村に、岡野新田は橘樹郡保土ヶ谷村に、平沼町は横浜市にそれぞれ編入される。
- 1901年（明治34年）4月1日 - 戸太町（戸太村が町制を施行）と保土ケ谷町の一部が横浜市に編入され、西平沼町と岡野町が置かれる。
- 1927年（昭和2年）10月1日 - 横浜市が区政を施行し、横浜市神奈川区平沼町、西平沼町、岡野町となる[6]。
- 1927年（昭和3年）9月1日 - 中区西戸部町の一部を平沼町、西平沼町に、中区久保町の一部を西平沼町に編入する[6]。材木町、仲町を廃し、平沼町に、尾張野町を廃し、平沼町、西平沼町に編入する[7]。西平沼町の一部を平沼町に編入する[8]。
- 1943年（昭和18年）12月1日 - 中区に編入[9]。
- 1944年（昭和19年）4月1日 - 中区の戸部警察署管内が西区に分区される[10]。
- 1965年（昭和40年）7月1日 - 岡野地区の住居表示の実施に伴い、西平沼町の一部を岡野一丁目・二丁目に編入、平沼町の一部を南幸二丁目に編入[11]。
- 1966年 - 平沼地区の住居表示の実施に伴い、平沼町の一部から平沼一丁目・平沼二丁目を新設、残部は高島二丁目に編入して平沼町を廃止する[12]。

## 世帯数と人口
2025年（令和7年）6月30日現在（横浜市発表）の世帯数と人口は以下の通りである。
| 丁目       | 世帯数    | 人口    |
| ---------- | --------- | ------- |
| 平沼一丁目 | 4,399世帯 | 6,374人 |
| 平沼二丁目 | 1,481世帯 | 2,403人 |
| 計         | 5,880世帯 | 8,777人 |

### 人口の変遷
国勢調査による人口の推移。
| 年                 | 人口  |
| ------------------ | ----- |
| 1995年（平成7年）  | 5,460 |
| 2000年（平成12年） | 6,732 |
| 2005年（平成17年） | 7,350 |
| 2010年（平成22年） | 7,733 |
| 2015年（平成27年） | 8,346 |
| 2020年（令和2年）  | 8,484 |

### 世帯数の変遷
国勢調査による世帯数の推移。
| 年                 | 世帯数 |
| ------------------ | ------ |
| 1995年（平成7年）  | 2,978  |
| 2000年（平成12年） | 3,822  |
| 2005年（平成17年） | 4,370  |
| 2010年（平成22年） | 4,706  |
| 2015年（平成27年） | 5,216  |
| 2020年（令和2年）  | 5,309  |

## 学区
市立小・中学校に通う場合、学区は以下の通りとなる（2024年11月時点）。
| 丁目・町丁 | 番地 | 小学校             | 中学校             |
| ---------- | ---- | ------------------ | ------------------ |
| 平沼一丁目 | 全域 | 横浜市立平沼小学校 | 横浜市立岡野中学校 |
| 平沼二丁目 | 全域 | 横浜市立平沼小学校 | 横浜市立岡野中学校 |

## 事業所
2021年現在の経済センサス調査による事業所数と従業員数は以下の通りである。
| 丁目       | 事業所数  | 従業員数 |
| ---------- | --------- | -------- |
| 平沼一丁目 | 428事業所 | 6,410人  |
| 平沼二丁目 | 89事業所  | 798人    |
| 計         | 517事業所 | 7,208人  |

### 事業者数の変遷
経済センサスによる事業所数の推移。
| 年                 | 事業者数 |
| ------------------ | -------- |
| 2016年（平成28年） | 492      |
| 2021年（令和3年）  | 517      |

### 従業員数の変遷
経済センサスによる従業員数の推移。
| 年                 | 従業員数 |
| ------------------ | -------- |
| 2016年（平成28年） | 7,618    |
| 2021年（令和3年）  | 7,208    |

## 施設
- 水天宮平沼神社、久成寺（平沼家により勧招された）
- 横浜市立平沼小学校
- tvkハウジングプラザ横浜

## その他

### 日本郵便
- 郵便番号 : 220-0023[3]（集配局：神奈川郵便局[22]）

### 警察
町内の警察の管轄区域は以下の通りである。
| 丁目       | 番・番地等 | 警察署     | 交番・駐在所 |
| ---------- | ---------- | ---------- | ------------ |
| 平沼一丁目 | 全域       | 戸部警察署 | 高島交番     |
| 平沼二丁目 | 全域       | 戸部警察署 | 高島交番     |